# Kairiner Koranausgabe
Die Kairiner Koranausgabe ist eine offizielle Ausgabe des Korans – der Heiligen Schrift des Islams, die nach dem muslimischen Glauben die wörtliche Offenbarung Gottes an den Propheten Mohammed enthält. Sie  erschien erstmals 1924, nach längeren Vorarbeiten, in der Regierungszeit von König Fu'ād. Die Ausgabe folgt der Lesart (qirāʾa) von ʿĀṣim (aus Kufa) in der Überlieferung von Ḥafṣ, der am weitesten verbreiteten Lesart des Korans. Sie folgt dem kufischen Zählsystem, nach der der Koran aus 6236 Versen besteht.

## Bedeutung
Dieser Druck ist die allgemein verwendete Standardausgabe und der für Muslime verbindliche Korantext. Er bildet die Grundlage für spätere Koranausgaben, und es wird von ihm behauptet, er stimme mit dem Koran des dritten Kalifen der Muslime, ʿUthmān ibn ʿAffān, überein.
Der ägyptische Gelehrte Muhammad Chalaf al-Husaini (arabisch محمد خلف الحسيني, DMG Muḥammad Ḫalaf al-Ḥusainī; gest. 1938 oder 1939) wird als erster eines vierköpfigen Komitees genannt, zu dessen Mitgliedern auch Hifni Nasif (حفني ناصف / Ḥifnī Nāṣif; 1855–1919), Mustafā Anānī (مصطفى عناني / Muṣṭafā ʿInānī) und Ahmad al-Iskandarī (1875–1938) zählten. Chalaf al-Husaini amtierte 1924 als Scheich al-maqāriʾ al-miṣrīya (arabisch شيخ المقارئ المصرية), d. h. als Oberhaupt der ägyptischen Institute der Koranrezitatoren.
In der Wissenschaft hat die Kairiner Koranausgabe die von Gustav Flügel (1802–1870) abgelöst, die 1834 in Leipzig zuerst erschien.
Wie man auf Seite 296, dem Beginn der 19. Sure, aus dem Erstdruck der Berliner Staatsbibliothek sehen kann, handelt es sich nicht um eine lithographierte Handschrift. Der Text wurde gemäß dem Druckvermerk in der Amīrīya-Druckerei in Bulaq gesetzt und im Landesvermessungsamt in Gizeh gedruckt.

## Ausgaben usw.
- Kairo 1924 (1342 n.H.)
- Fotomechanische Reproduktion. In: Adel Theodor Khoury: Der Koran. Arabisch-Deutsch. Übersetzung und wissenschaftlicher Kommentar. 12 Bde. Gütersloh 1990-2001. („mit Ausnahme der ersten Korandoppelseite!“[7])
- Koran-Transliteration von Hans Zirker (Stand: 18. August 2020)
- Correlation Chart for the Verses of the Flügel (1834) and Cairo (1925) Editions of the Qur’an – muhammadanism.com